# Maria Gorumali Barreto

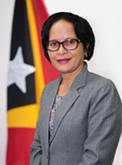
Maria Gorumali Barreto

Maria Gorumali Barreto (* 3. Juni 1973 in Maliana, Bobonaro, Portugiesisch-Timor), kurz Mery Barreto, ist eine osttimoresische Politikerin und Frauenrechtsaktivistin. Sie ist Mitglied der Partei Congresso Nacional da Reconstrução Timorense (CNRT) und ihrer Frauenorganisation OMP. Sie gehört der Finanz- und Rechnungsprüfungskommission der Partei an.

## Werdegang

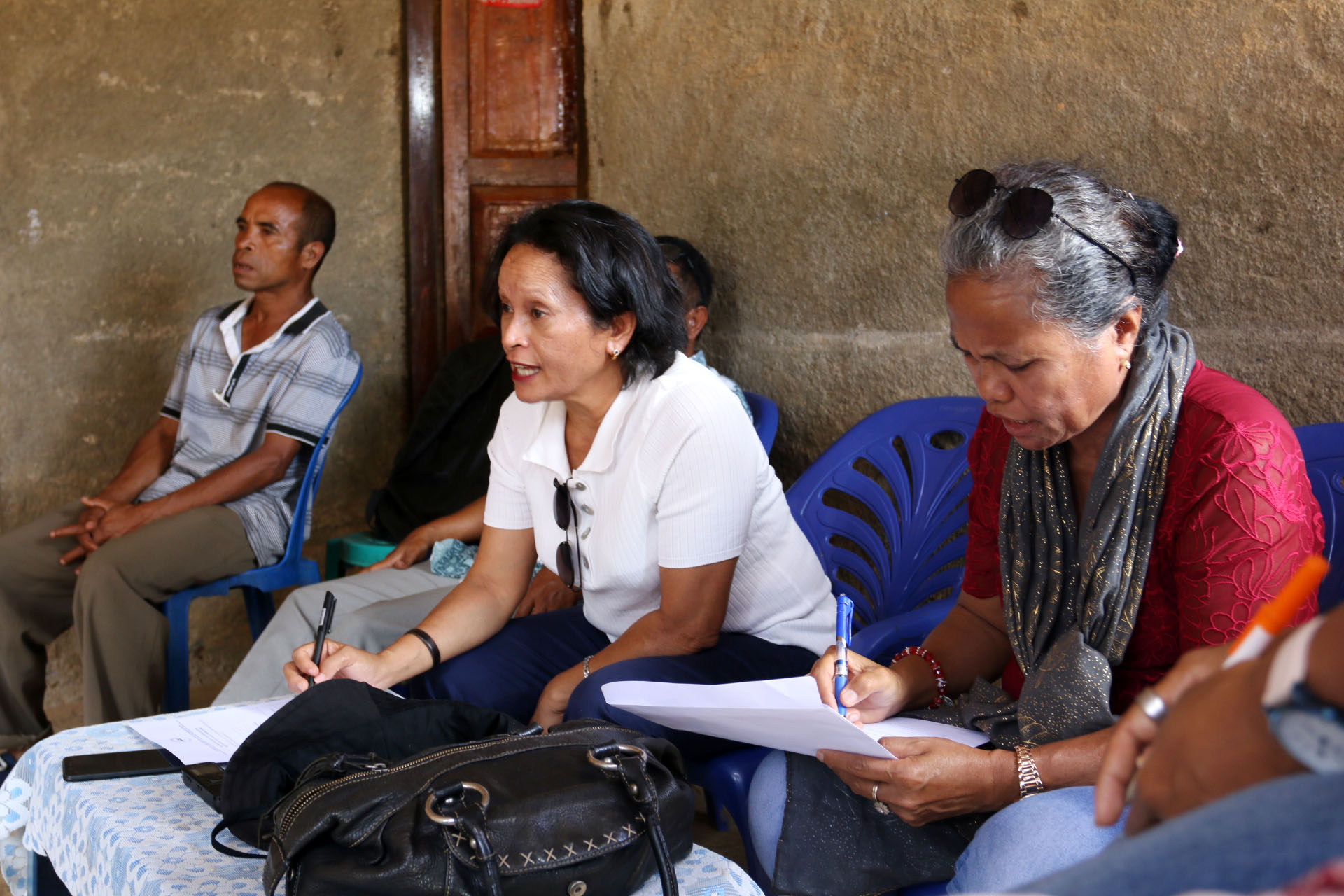
Maria Gorumali Barreto im Bürgergespräch

Barreto hat einen Abschluss in Landwirtschaft. Sie ist die Advocacy Program Manager der Alola Foundation und war Direktorin des Vorstands von Fokupers (Kommunikationsforum für osttimoresische Frauen), einer Nichtregierungsorganisation, die sich für die Stärkung der Frauen und ihrer Rechte in der osttimoresischen Gesellschaft einsetzt. 2004 koordinierte sie den zweiten Kongress der osttimoresischen Frauen. Barreto ist nationale Kommissarin für Kinderrechte.
Auf Listenplatz 36 des CNRT scheiterte Barreto bei den Parlamentswahlen in Osttimor 2017, da die Partei nur 22 Sitze gewann. Nach der vorzeitigen Auflösung des Parlaments 2018 trat Barreto bei den Neuwahlen am 12. Mai auf Listenplatz 21 der Aliança para Mudança e Progresso (AMP) an, zu der auch der CNRT gehört, und zog in das Parlament ein. Sie wurde Präsidentin der parlamentarischen Kommission für Bildung, Gesundheit, soziale Sicherheit und Gleichstellung der Geschlechter (Kommission F), wurde aber bei der Umstrukturierung am 16. Juni 2020 zum einfachen Mitglied der Kommission F zurückgestuft.
Bei den Parlamentswahlen 2023 erhielt Barreto Platz 21 auf der Liste des CNRT und erneut einen Sitz im Nationalparlament. Wieder wurde sie Präsidentin der Kommission für Gesundheit, soziale Sicherheit und Gleichstellung der Geschlechter (Kommission F).